# حساسات الإصطفاف

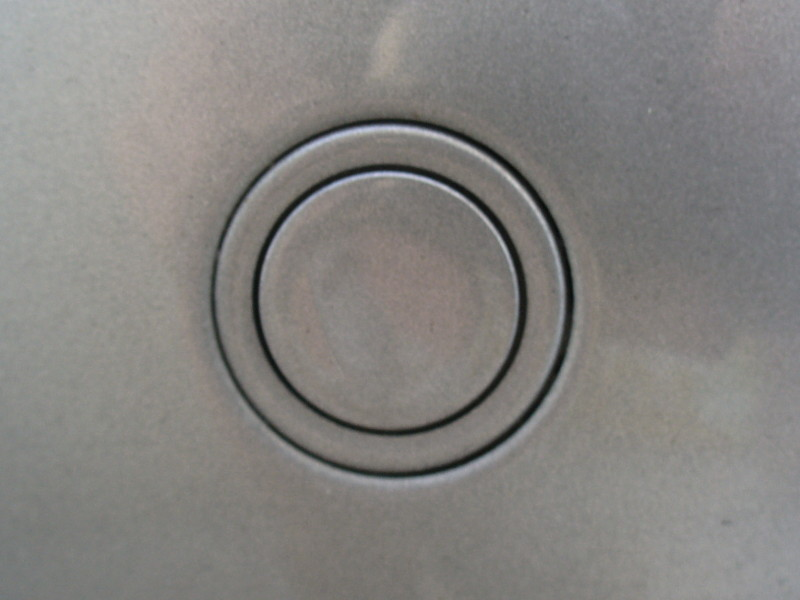
جهاز حساسات الإصطفاف بالموجات فوق الصوتية

حساسات الإصطفاف هي مستشعرات تقارب لمركبات الطرق مصممة لتنبيه السائق بالعوائق أثناء الإصطفاف. تستخدم هذه الأنظمة أجهزة استشعار كهرومغناطيسية أو فوق صوتية. 

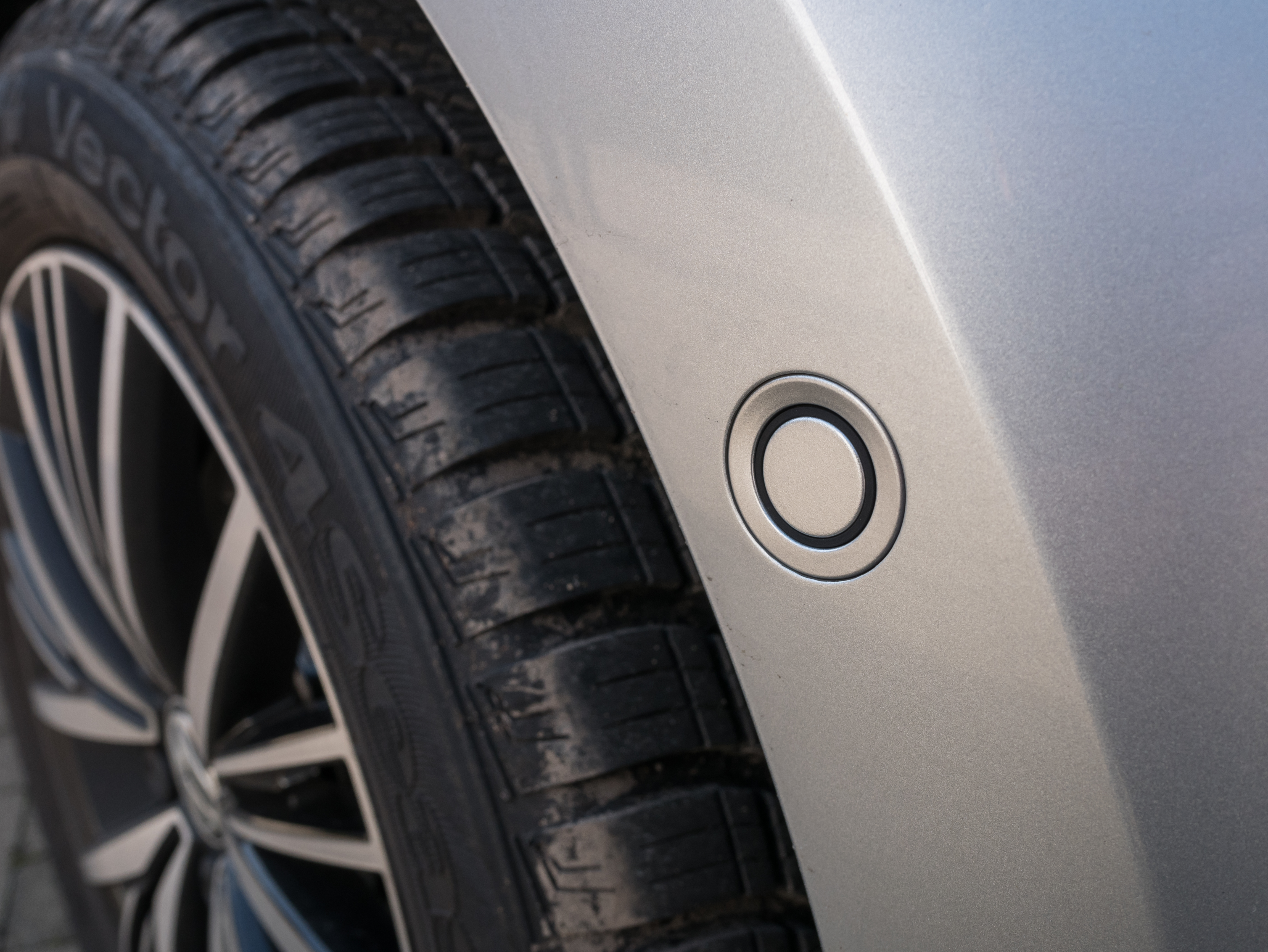
حساس إصطفاف على رفرف السيارة